# Chocieńczyce (gmina)
Chocieńczyce (pocz. Chocięczyce) – dawna gmina wiejska istniejąca do 1945 roku w woj. nowogródzkim/Ziemi Wileńskiej/woj. wileńskim (obecnie na Białorusi). Siedzibą gminy były Chocieńczyce (108 mieszk. w 1921 roku).
Na samym początku okresu międzywojennego gmina Chocieńczyce należała do powiatu wilejskiego w woj. nowogródzkim. 13 kwietnia 1922 roku gmina wraz z całym powiatem wilejskim została przyłączona do objętej władzą polską Ziemi Wileńskiej, przekształconej 20 stycznia 1926 roku w województwo wileńskie.
Po wojnie obszar gminy Chocieńczyce wszedł w struktury administracyjne Związku Radzieckiego.

## Demografia
Według Powszechnego Spisu Ludności z 1921 roku gminę zamieszkiwało 6.263 osoby, 825 było wyznania rzymskokatolickiego, 5.239 prawosławnego, 2 ewangelickiego, 96 staroobrzędowego, 95 mojżeszowego a 6 mahometańskiego. Jednocześnie 1.379 mieszkańców zadeklarowało polską przynależność narodową, 4.757 białoruska, 1 niemiecką, 89 żydowską, 31 rosyjska, 6 tatarską. Było tu 1.029 budynków mieszkalnych.